# Estadio Eliécer Pérez
El Estadio Eliécer Pérez Conejo es un estadio ubicado en Sarchí, en la Provincia de Alajuela, Costa Rica. Su sede es utilizada por Asociación Deportiva Sarchí de la Liga de Ascenso.